# Nepotism
Nepotismul este o formă de favoritism, care implică acordarea de avantaje nemeritate pe baza unor legături de rudenie. Cuvântul își etimologia în cuvântul latin nepos, nepotis, din care provine și cuvântul românesc nepot. Ca orice fenomen social, nepotismul poate fi urmărit până în antichitate, însă conceptul de nepotism își are originea în evul mediu târziu, când în sânul Bisericii Catolice mulți papi și-au favorizat nepoții și alte rude apropiate, acordându-le oficii și funcții înalte, ajungându-se până la instituționalizarea „cardinalului nepot”.  

## Nepotismul în Biserica Catolică
Corupția din sânul Bisericii Catolice a scăpat atât de puternic de sub control, încât în preajma Reformei protestante și chiar în timpul Reformei catolice, au existat papi care au numit „cardinali nepoți”, până când papa Inocențiu al XII-lea a interzis nepotismul în anul 1692.

## Nepotismul în teoria evoluționistă
Față de sensul de mai sus, în teoria evoluționistă modernă nepotismul nu are conotații negative. Prin nepotism se înțelege un comportament adaptabil, de a favoriza indivizi înrudiți genetic în comparație cu indivizii neînrudiți genetic, sau de a favoriza rudele apropiate față de cele îndepărtate.

## Nepotismul în politică
Și în politică nepotismul poate fi întâlnit. Exemple notabile, ar putea fi menționate în cazurile familiilor prezidențiale americane Kennedy și Bush.
În 2009 Elena Băsescu, fiica președintelui Traian Băsescu, a fost aleasă în Parlamentul European, deși nu avea vreo experiență profesională sau politică semnificativă. În ciuda faptului că a candidat ca independentă, campania electorală a fost susținută financiar de PDL, partidul tatălui ei. Se pare că Monica Iacob Ridzi, ministru la acea vreme și o apropiată a familiei, a cheltuit chiar bani publici pentru o ajuta pe Elena Băsescu să câștige alegerile.

## Exemple pe țări

### Australia
Anna Bligh, care a câștigat în 2009 campania electorală din statul Queensland, a fost acuzată de nepotism, oferindu-i soțului său Greg Withers un post de director la biroul de schimbări climatice. 
La scurt timp după numirea sa ca arhiepiscop de Sydney în anul 2001, Peter Jensen a fost acuzat de nepotism într-un interviu al corporației audiovizuale australiene, deoarece și-a nominalizat fratele, Phillip Jensen, ca decan al bisericii din Sydney și a numit-o pe soția lui, Christine Jensen, într-o poziție oficială în dieceza (unitate administrativ-teritorială creștină) din Sydney.

### Belgia
În ultimul deceniu, Belgia a fost criticată față de crearea unor dinastii politice, în care toate partidele politice tradiționale au fost implicate. Acest fenomen este explicat prin faptul că membrii importanți ai partidului controlează clasamentul candidaților de pe listele de partid la alegeri, iar poziția unui candidat pe listă determină șansele politicienilor să fie aleși. 

### Cambodgia
Prim-Ministrul Hun Sen și membrii de rang înalt ai Parlamentului, sunt cunoscuți pentru punerea membriilor familiei în poziții guvernamentale. 

### China
În ultimii 3.000 de ani, nepotismul a fost o practică răspândită în societatea chineză bazată pe clanuri și cultură de familii extinse. Filozoful chinez Confucius a scris despre importanța de "echilibrare a relațiilor familiale cu meritul". Sistemul feudal bazat pe clanuri s-a prăbușit în timpul lui Confucius, dar nepotismul a continuat până în epoca modernă.

### Franța
În octombrie 2009, Jean Sarkozy, al doilea fiu al lui Nicolas Sarkozy, pe atunci președintele Franței, a fost gata aproape să devenă directorul instituției EPAD, în ciuda lipsei de orice fel de studii superioare și experiență profesională.  În 2008, el a fost votat consilier regional al orașului Neuilly-sur-Seine, oraș în care tatăl său a fost anterior primar. 

### India
Corupția merge mână în mână cu nepotismul în India. Se întâmplă atât în sectorul public cât și în cel privat. Nepotismul este comun în politică, afaceri și în industria de film, dar există inclusiv în cercurile religioase, artistice, industriale sau alte tipuri de organizații. Mai mulți deputați din parlament și adunarea legislativă își alocă metodic posturile din circumscripții rudelor lor. Nepotismul există și în industria de film, unde mulți actori și-au adus copiii și rudele.

### Sri Lanka
Fostul Președintele din Sri Lanka, Mahinda Rajapaksa, a fost acuzat de nepotism, fiindcă a numit în funcții importante din ministere trei frați, și a oferit alte poziții politice la rude, indiferent de nivelul de pregătire. În timpul președinției sale, familia Rajapaksa controla ministerele de finanțe, apărare, porturi și aviație, și transporturi. Fratele președintelui, Gotabhaya Rajapaksa, a fost numit secretar de stat al apărării. El, de asemenea, controla forțele armate, poliția și paza de coastă, și a fost responsabil pentru politica de imigrație și emigrație. Președintele Rajapaksa l-a numit pe celălalt frate al său, Basil Rajapaksa, ca ministru al dezvoltării economice. Împreună, frații Rajapaksa controlau peste 70% din bugetul public al Sri Lanka. Chamal Rajapaksa, fratele cel mare al președintelui Mahinda Rajapaksa, a fost numit în funcția de purtător de cuvânt al parlamentului, și a deținut mai multe alte posturi înainte, în timp ce fiul său cel mare, Namal Rajapaksa, este, de asemenea, un membru al parlamentului și deține diverse portofolii. 

### Regatul Unit
În februarie 2010, Sir Christopher Kelly, președinte al Comitetului pentru Standarde în Viața Publică, a declarat că mai mult de 200 de parlamentari au folosit indemnizațiile parlamentare pentru a-și angaja rudele într-o varietate de posturi. El a sugerat că această practică ar trebui să fie interzisă. 
În 2005, consilierul Ann Reid din orașul York a aranjat ca toate cele nouă seturi de lumini de semafor din oraș să fie puse pe verde pentru nunta fiicei ei Hannah, pentru a permite convoiului de mașini să treacă prin oraș mai rapid. Ca urmare, traversarea orașului a durat numai 10 minute. 
Șeful secției de poliție din North Yorkshire, Grahame Maxwell, a fost disciplinat de IPCC în anul 2011, dar a refuzat să demisioneze, după ce a recunoscut că a asistat o rudă să treacă de primele etape ale unui proces de recrutare. 
Multi politicieni din Irlanda de Nord angajează membri de familiei în posturi cheie. În 2008, 19 politicienii ai Partidului Unionist Democrat au angajat membri ai familiei și rude în cele 27 din 136 posturi administrative. 

### Statele Unite Ale Americii
Pe 9 ianuarie 2017, președintele ales Donald Trump a numit pe cumnatul său, Jared Kushner, în poziția de consilier senior al președintelui, ridicând probleme morale și legale dacă numirea nu intră în conflict cu o lege federală anti-nepotism din 1967. 